# 1992-es konföderációs kupa (döntő)
Az 1992-es konföderációs kupa döntőjét 1992. október 20-án játszották a rijádi Fahd király Stadionban. A két résztvevő Argentína és Szaúd-Arábia volt. A mérkőzést a dél-amerikai csapat 3–1-re nyerte meg.

## A mérkőzés
| 1992. október 20. |

| Argentína                              | 3–1               | Szaúd-Arábia |
| -------------------------------------- | ----------------- | ------------ |
| Rodriguez 18' Caniggia 24' Simeone 64' | (2–0) Jegyzőkönyv | Owairan 65'  |

| Fahd király Stadion, Rijád Nézőszám: 75 000 Játékvezető: Lim Kee Chong (mauritiusi) |

| Argentína | Szaúd-Arábia |

| ARGENTÍNA:           |    |                      |     |     |
|                      |    |                      |     |     |
| GK                   | 1  | Sergio Goycochea     |     |     |
| DF                   | 2  | Sergio Vazquez       |     |     |
| DF                   | 3  | Ricardo Altamirano   |     |     |
| DF                   | 4  | Fabian Basualdo      | 62' |     |
| DF                   | 6  | Oscar Ruggeri        |     |     |
| MF                   | 5  | Fernando Redondo     |     |     |
| MF                   | 8  | José Luis Villarreal |     | 81' |
| MF                   | 10 | Diego Simeone        | 28' |     |
| MF                   | 20 | Leonardo Rodriguez   |     | 73' |
| FW                   | 7  | Claudio Caniggia     |     |     |
| FW                   | 9  | Gabriel Batistuta    |     |     |
| Cserék:              |    |                      |     |     |
|                      | 14 | Alberto Acosta       |     | 73' |
|                      | 11 | Diego Cagna          |     | 81' |
| Szövetségi kapitány: |    |                      |     |     |
| Alfio Basile         |    |                      |     |     |

| SZAÚD-ARÁBIA:        |    |                      |     |     |
|                      |    |                      |     |     |
| GK                   | 1  | Saud Al-Otaibi       |     |     |
| DF                   | 2  | Abdullah Al-Dosari   |     |     |
| DF                   | 3  | Abdulrahman Al-Roomi |     |     |
| DF                   | 4  | Salem Al-Alawi       |     |     |
| DF                   | 6  | Fuad Amin            | 47' |     |
| MF                   | 5  | Mohammed el-Hilajvi  |     |     |
| MF                   | 8  | Fahad Al-Bishi       |     | 67' |
| MF                   | 14 | Khalid Al-Muwallid   |     |     |
| MF                   | 16 | Khaled Al-Hazaa      |     |     |
| FW                   | 7  | Saeed Owairan        |     |     |
| FW                   | 10 | Sami Al-Jaber        |     | 45' |
| Cserék:              |    |                      |     |     |
|                      | 11 | Fahad Al-Mehallel    |     | 45' |
|                      | 17 | Abdul Al-Rozan       |     | 67' |
| Szövetségi kapitány: |    |                      |     |     |
| ?                    |    |                      |     |     |

| Asszisztensek: Rodrigo Badilla Sequeira Dzsamál as-Saríf |

| Az 1992-es konföderációs kupa győztese |
| -------------------------------------- |
| ARGENTÍNA 1. cím                       |